# Вудсберг (Њујорк)
Вудсберг (енгл. Woodsburgh) град је у америчкој савезној држави Њујорк.

## Демографија
По попису из 2010. године број становника је 778, што је 53 (-6,4%) становника мање него 2000. године.
| Група             | 2000.       | 2010.       |
| Белци             | 802 (96,5%) | 715 (91,9%) |
| Афроамериканци    | 3 (0,4%)    | 7 (0,9%)    |
| Азијати           | 6 (0,7%)    | 22 (2,8%)   |
| Хиспаноамериканци | 18 (2,2%)   | 23 (3,0%)   |
| Укупно            | 831         | 778         |